# Vertrag von Picquigny
Der Vertrag von Picquigny wurde am 29. August 1475 von Ludwig XI., König von Frankreich, und Eduard IV., König von England, in Picquigny an der Somme unterzeichnet. Er beendete den Hundertjährigen Krieg, welcher 1453 nach der Schlacht bei Castillon „eingeschlafen“ war, endgültig.

## Inhalt
Die Engländer ließen sich ihren Rückzug und die Aufkündigung des Bündnisses mit Karl dem Kühnen, Herzog von Burgund, mit der einmaligen Zahlung von 75.000 Goldkronen und einer jährlichen Rente von 50.000 Goldkronen bezahlen.

## Wertung
Der Vertrag von Picquigny schwächte die Position Karls in den Burgunderkriegen, in deren Verlauf er am 2. März 1476 die Schlacht bei Grandson und am 22. Juni 1476 die Schlacht bei Murten verlor und am 5. Januar 1477 in der Schlacht bei Nancy fiel. Der Tod Karls bedeutete das Ende des Hauses Burgund und des von seiner Familie aufgebauten Reichs zwischen Frankreich und Deutschland, das nun im Wesentlichen in den Besitz der Habsburger überging und damit die für Frankreich gefährliche Umklammerung durch den Machtbereich dieser Dynastie einleitete.